# Kruševo (Novi Pazar)
Pour les articles homonymes, voir Kruševo (homonymie).
Kruševo (en serbe cyrillique : Крушево) est un village de Serbie situé sur le territoire de la Ville de Novi Pazar, district de Raška. Au recensement de 2011, il comptait 390 habitants.

## Démographie
| 1948 | 1953 | 1961 | 1971 | 1981 | 1991 | 2002 | 2011 |
| ---- | ---- | ---- | ---- | ---- | ---- | ---- | ---- |
| 762  | 895  | 905  | 756  | 701  | 668  | 486  | 390  |

|  |